# سیارک ۱۴۵۶
سیارک ۱۴۵۶ (به انگلیسی: 1456 Saldanha، نامگذاری:1937NG) هزار و چهارصد و پنجاه و ششمین سیارک کشف شده‌است که در ۲ ژوئیه ۱۹۳۷ کشف شد.
قدر مطلق سیارک برابر ۱۰٫۹۳ است.